# Ржев
Ржев (ранее: Рже́ва Володи́мирова, Рже́вка, Ржов) — город в Тверской области России. Административный центр Ржевского округа. С 1929 до 2022 года был центром Ржевского района, в который не входил, так как был городом областного значения. С 2005 до 2022 года образовывал городской округ город Ржев.
Город воинской славы России. Второй по численности населения город в области. Население — 52 619 чел. (2025), площадь города — 56,17 км².

## География
Ржев — первый по течению город на Волге (200 км от истока), расположен на юге Тверской области в 117 км от Твери. Волга разделяет город на два исторических района — Князь-Федоровскую (Советскую) и Князь-Дмитриевскую (Красноармейскую) стороны. По территории города протекают ещё три реки: Холынка, Серебрянка и Большая Лоча.
Ржев — крупный транспортный узел: здесь пересекаются железные дороги Москва — Рига и Торжок — Вязьма, в 1 км от южной границы города проходит автомагистраль М9 «Балтия».

## История

### Средние века
Основание Ржева историческая литература относит к середине XII века, хотя в Новгородской уставной грамоте встречается его упоминание под 1019 годом. Летописи именуют этот город как Ржева Володимирова, Ржевка и Ржов.
Выгодное географическое положение создавало прекрасные условия для развития торговли. Но близость к западным рубежам русских земель придавала городу важное оборонное значение. На протяжении XIII—XIV веков жизнь города-крепости была весьма нелёгкой. Владевший Ржевом становился обладателем и мощной крепости и части важного торгового пути. За город шла упорная борьба — на протяжении своего существования Ржевская земля постоянно являлась предметом спора смоленских, московских, тверских, новгородских и литовских князей.
До середины XII века Ржев входил в состав смоленских земель, что подтверждается уставной грамотой Ростислава Мстиславича, князя Смоленского, за 1150 год (первое официальное упоминание о городе в письменном источнике). От князя Ростислава Ржев переходит к его сыну Мстиславу Храброму, а от того к Мстиславу Мстиславичу Удатному. С ним связано летописное свидетельство о событиях 1216 года, где город был назван «Ржева, город Мстиславль на верхе», то есть находящийся в верховьях Волги. В тот год владимиро-суздальский князь Святослав Всеволодович осадил Ржев. Мстислав Удатный вместе с братом Владимиром Псковским выступил на помощь осаждённому городу и освободил его. В. Л. Янин составил подробное описание географии Ржевской земли, принадлежавшей в этот период потомкам Мстислава Храброго и входившей в состав Торопецкого княжества.
С середины XIII века Ржевское княжество входило во владения московского князя в числе удельных городов. Тверские и новгородские князья, чьи владения подступали непосредственно к Ржеву, не раз пытались отнять его у Москвы. В XIV веке за город развернулась борьба между Москвой и Литвой, и несколько раз он переходил из рук в руки. В начале XV века Василий I возводит в городе новые укрепления. В дальнейшем Ржев ещё много раз менял владетелей, будучи хорошей «разменной монетой» в политических играх князей, и только в 1521 году этот многострадальный город окончательно отошёл великому московскому князю.
Долгое время святым покровителем города Ржева почитался князь Владимир, похороненный с женой Агриппиной в Успенском кафедральном соборе. Ещё в начале XX века каждый житель города мог рассказать легенду о защитнике Ржева князе Владимире: «Каждый раз, когда враги подходили к крепостным стенам, на крутом волжском берегу на белом коне возникал безмолвный воин-князь Владимир. И каждый раз по взмаху его руки враги бежали от города. Каждую ночь князь дозором обходил свой город, и каждый вечер горожане у стены ставили новую пару сапог. Множество новых сапог износил князь, но однажды поленились горожане или забыли поставить новые княжеские сапоги… С той поры осерчал князь на своих подданных и покинул город».
В XVIII веке местное почитание распоряжением церковного начальства было прекращено, в частности из-за того, что местное предание не сохранило никаких сведений о кн. Владимире. Но как показал академик Е. Е. Голубинский, речь идёт о Владимире Мстиславиче Псковском. Общецерковное почитание св. благоверных князя Владимира и княгини Агриппины было установлено в 70-е годы XX века.

### Новое время
Москва придавала Ржеву большое значение как крепости, охранявшей её западные границы от польско-литовского вторжения. В Смутное время во Ржеве бывали самозванцы, поляки, шведы. Первого самозванца жители Ржева поддерживали, «предались тени Лжедмитрия», как видно из летописи. С поляками Лисовского они вели активную борьбу. Осаждённый поляками город под командованием боярина Фёдора Шереметева оказал врагам достойный отпор, хотя сам очень пострадал, а многие его защитники погибли. С изгнанием поляков город начинает восстанавливаться. Границы Руси отодвигаются от Ржева, но ещё несколько десятилетий он продолжает оставаться надёжной тыловой базой и крепостью. При первых Романовых в крепости Ржева сохраняется большой гарнизон, сам город остаётся сборным пунктом дворянского ополчения и стрелецких полков во время военных действий.
Возрастает и экономическое значение Ржева. Поток обозов с товарами по радиально расположенным от города большакам (большим дорогам) и караванов судов по Волге возрастает с каждым годом. Важнейшим промыслом Ржева становится извозный, а одной из главный фигур экономической жизни Ржева делается ямщик. Всё больше строится в городе постоялых дворов. К концу XVII века на торговой стороне начинают возводиться каменные строения, на берегу Волги встают новые пристани и склады. К началу XVIII века Ржев выдвигается в число значительных торгово-промышленных центров Российской империи.
Согласно административному делению в течение XVIII века Ржев был приписан вначале к Ингерманландской губернии, затем стал городом Тверской провинции Новгородской губернии, а в 1775 году — уездным городом Тверского наместничества. К середине века здесь работали 25 заводов и фабрик, на базе местного сырья работали маслобойная, льнообрабатывающая, лесопильная, кожевенная, кирпичная мануфактуры. На строительство Санкт-Петербурга ежегодно поставлялось множество рабочих инструментов, дерева и кожи, для флота здесь ткали парусное полотно, вили верёвки и канаты. Из западных губерний и с Украины во Ржев доставляли хлеб и другие продовольственные товары, а из Ржева они уходили в новую столицу. В течение лета более 100 барок, а зимой до семи тысяч обозов развозили товары в другие города России. На торговой площади Ржева, где стоял гостиный двор со 105 каменными лавками, ежегодно проходили две ярмарки — Сборная и Петровская. Из окрестных сёл и деревень в город приходило до 8 тысяч человек для работы на многочисленных пристанях и предприятиях грузчиками, трепачами льна и пеньки, бурлаками и лоцманами.
Экономические изменения никак не повлияли на жизненный уклад горожан. Наоборот, новшества в быту, связанные с реформами Петра I, во Ржеве были встречены неодобрительно. «Дела Петровы ещё дела антихристовы», — говорили купцы-старообрядцы, которых в городе было немало. Всё, что нарушало старый порядок, вызывало бурное противодействие, даже новый план городских властей по благоустройству и расширению улиц привёл к бунту. Во Ржеве, разделённом рекой на две части, со времён церковного раскола исторически сложились два религиозных центра. На правой, Князь-Дмитровской, стороне «правили» купцы-старообрядцы. На левой, Князь-Фёдоровской, — никонианцы, сторонники Никона. Соперничество между ними носило крайне враждебный характер, и часто в разговорах звучало «наша сторона» или «та сторона». Ржев можно было назвать старообрядческим городом: по данным о распространении старообрядчества в Тверской губернии в XVIII—XIX веках их «основным местным центром был город Ржев, где из общего числа старообрядцев губернии 7775 человек, проживало 6416». Влиятельное купечество с его капиталами, большинство которого было старообрядцами, обеспечивало себе большой вес и экономическое господство в городе.
В 1870-х годах Ржев среди городов Тверской губернии был наиболее значительным торговым пунктом после самой Твери; в нём проживало свыше 30 000 жителей. С прокладкой железных дорог торговое значение города упало, весьма развитые прежде льнотрепальное и пенькопрядильное производства сократились. В 1890 году в городе насчитывалось 21 397 жителей, среди которых более 50 % составляли старообрядцы (в основном беспоповского толка). В 1896 году имелось 27 фабрик и заводов. Главными предметами торговли выступали хлеб, лён и пенька.
Ржев был один из первых городов, где появилась почтовая связь: с 1866 года здесь была своя земская почта, выпускались ржевские конверты и марки. Почта была конной, уходила из города по четвергам и воскресеньям со скоростью 40 вёрст в сутки. Много лет Ржев называли «голубиным городом». В городе было множество голубятников и голубей. В результате скрещивания и отбора были выведены породы голубей получившие названия «ржевской»: Ржевский ленточный турман, Ржевская чайка.
29 октября (11 ноября) 1917 года во Ржеве Совет рабочих депутатов создал Военно-революционный комитет и провозгласил установление в городе Советской власти (утвердилась в середине декабря). Генеральный план и схема планировки Ржева была разработана в 1927 году архитектором-градостроителем А. П. Иваницким.

### Новейшее время
Во время оккупации 9-я армия вермахта 1941—1943 систематически совершала преступления против гражданского населения и советских военнопленных, что продолжалось до освобождения в марте 1943 года.
До Великой Отечественной войны население города составляло 56 тыс. человек. В результате боевых действий в 1941—1943 годах за 17 месяцев оккупации Ржев был разрушен до основания. Из 20 тыс. человек, оказавшихся в оккупации во Ржеве, и приблизительно стольких же в районе, в день освобождения — 3 марта 1943 года — в городе осталось 150, вместе с районом — 362. Из 5443 жилых домов Ржева уцелело лишь 297. Общий материальный ущерб, нанесённый оккупантами городу и району, по определению Чрезвычайной Государственной комиссии составил полтора миллиарда рублей. По оценке участника этих событий, маршала Советского Союза В. Г. Куликова, в Ржевской битве общие потери Красной Армии составили свыше 1 млн человек. После войны город был отстроен заново. Яркое художественное воплощение Ржевская битва нашла в «ржевской прозе» писателя Вячеслава Кондратьева, стихотворении Александра Трифоновича Твардовского «Я убит подо Ржевом», в стихотворении «Бесы» Михаила Матусовского, песне Михаила Ножкина «Под Ржевом», художественном фильме 2019 года «Ржев» режиссёра Игоря Копылова.
В 1996 году во Ржеве был зарегистрирован лютеранский храм Святого Луки. В 2006 году храм был освящён. В храме часто проходят богослужения, открытые органные концерты и экскурсии для туристов и гостей.

## Климат
Климат умеренно-континентальный с коротким тёплым летом и продолжительной морозной зимой. 
| Показатель                    | Янв.  | Фев.  | Март  | Апр.  | Май  | Июнь | Июль | Авг. | Сен. | Окт. | Нояб. | Дек. | Год  |
| ----------------------------- | ----- | ----- | ----- | ----- | ---- | ---- | ---- | ---- | ---- | ---- | ----- | ---- | ---- |
| Абсолютный максимум, °C       | 10    | 11    | 17    | 26,8  | 30   | 32   | 38,9 | 36   | 30,4 | 24,4 | 13,9  | 12   | 38,9 |
| Средний суточный максимум, °C | −6,1  | −4,4  | 1,1   | 9,2   | 17,2 | 20,7 | 22,1 | 20,6 | 14,9 | 8    | 0,5   | −4,2 | 8,4  |
| Средняя температура, °C       | −8,8  | −7,9  | −2,8  | 4,8   | 12   | 15,7 | 17   | 15,4 | 10,2 | 4,7  | −1,6  | −6,4 | 4,4  |
| Средний суточный минимум, °C  | −12,1 | −11,8 | −6,8  | −0,5  | 6,6  | 10,3 | 11,9 | 10,6 | 6,1  | 1,5  | −4    | −9,3 | 0,3  |
| Абсолютный минимум, °C        | −47   | −39   | −32,3 | −21,1 | −6,1 | −0,4 | 0    | 0    | −7   | −15  | −27,2 | −41  | −47  |
| Норма осадков, мм             | 34    | 29    | 32    | 30    | 62   | 91   | 80   | 86   | 72   | 57   | 41    | 38   | 657  |
| Источник: Climatebase.ru      |       |       |       |       |      |      |      |      |      |      |       |      |      |

Средняя скорость ветра — 3,0 м/с

## Территориальное деление
Относительно реки Волги город Ржев неофициально исторически делится на две части:
- Советская сторона (до 1920-х — Князь-Фёдоровская сторона) на левобережье (северная половина города)

к ней относятся микрорайоны: Восточный, Захолынский, Зеленькино, Кирпичный, Краны, Опоки, Порт, посёлок мебельного комбината, Семь ветров, Склад-40, Тетерино, Шихино, Шопорово
- Красноармейская сторона (до 1920-х — Князь-Дмитриевская сторона) на правобережье (южная половина города)

к ней относятся микрорайоны: Васильевский, Высокое, Мелихово, Нижний Бор, посёлок 40 лет ВЛКСМ, посёлок Льнозавода (Ральф), посёлок РТС, Пристанционный, Путеец

## Награды
- Почётное звание Российской Федерации «Город воинской славы» (8 октября 2007) — за мужество, стойкость и массовый героизм, проявленные защитниками города в борьбе за свободу и независимость Отечества[17].
- Орден Отечественной войны I степени (2 марта 1978) — за мужество, проявленное трудящимися города в борьбе с немецко-фашистскими захватчиками в годы Великой Отечественной войны, достигнутые успехи в хозяйственном и культурном строительстве[18].

## Население
| 1825    | 1833    | 1840    | 1847    | 1856    | 1859    | 1863    | 1867    | 1870    | 1885    | 1897    | 1910    | 1913    |
| ------- | ------- | ------- | ------- | ------- | ------- | ------- | ------- | ------- | ------- | ------- | ------- | ------- |
| 9120    | ↗10 488 | ↗15 228 | ↘11 618 | ↗13 621 | ↗18 537 | ↗18 746 | ↘17 528 | ↗18 732 | ↗35 810 | ↘21 265 | ↗22 423 | ↗23 200 |
| 1920    | 1923    | 1926    | 1927    | 1931    | 1937    | 1939    | 1959    | 1967    | 1970    | 1973    | 1976    | 1979    |
| ↗24 843 | ↗26 531 | ↗33 000 | ↗33 603 | ↗34 000 | ↗49 163 | ↗54 070 | ↘48 971 | ↗59 000 | ↗60 671 | ↗65 000 | ↗67 000 | ↗68 858 |
| 1982    | 1986    | 1987    | 1989    | 1992    | 1996    | 1998    | 2000    | 2001    | 2002    | 2003    | 2005    | 2007    |
| ↗70 000 | →70 000 | →70 000 | ↘69 808 | ↗70 900 | ↘70 400 | ↘70 200 | ↘69 000 | ↘68 400 | ↘63 729 | ↘63 700 | ↘62 400 | ↘61 000 |
| 2008    | 2009    | 2010    | 2011    | 2012    | 2013    | 2014    | 2015    | 2016    | 2017    | 2018    | 2019    | 2020    |
| ↘60 700 | ↘60 317 | ↗61 982 | ↘61 916 | ↘61 439 | ↘61 091 | ↘60 831 | ↘60 334 | ↘60 039 | ↘59 804 | ↘59 422 | ↘58 596 | ↘57 515 |
| 2021    | 2025    |         |         |         |         |         |         |         |         |         |         |         |
| ↘55 757 | ↘52 619 |         |         |         |         |         |         |         |         |         |         |         |

На 1 января 2025 года по численности населения город находился на 306-м месте из 1124 городов Российской Федерации.
Национальный состав
По итогам переписи населения 2020 года проживали следующие национальности (национальности менее 0,1 % и другое, см. в сноске к строке «Другие»):
| Национальность | Численность, чел. | Доля     |
| -------------- | ----------------- | -------- |
| Русские        | 53 393            | 95,76 %  |
| Армяне         | 211               | 0,38 %   |
| Украинцы       | 210               | 0,38 %   |
| Белорусы       | 98                | 0,18 %   |
| Таджики        | 66                | 0,12 %   |
| Другие         | 1779              | 3,18 %   |
| Итого          | 55 757            | 100,00 % |

## Экономика

### Промышленность
Основная отрасль экономики — машиностроение («Элтра», Ржевский краностроительный завод, «РжевМаш», «ЭРМЗ», «Электромеханика», OAO «514 АРЗ» (авиаремонтный завод), Ржевская типография (филиал ОАО «ТОТ»). Есть также предприятия деревообрабатывающей («Ржевмебель»), строительной (ООО «Ржевкирпич», ВВКЗ, КСК «Ржевский», «Ржевстройматериалы»-предприятие уже не работает), лёгкой («Чайка») и пищевой промышленности (хлебокомбинат, молокозавод, пивзавод, ЗАО «Галерея вкусов»).
За 2006 год промышленными предприятиями города Ржев произведено продукции на сумму 4150,9 млн рублей.
В общем объёме производства:
- добыча полезных ископаемых — 0,1 %,
- обрабатывающие производства — 91,6 %,
- производство и распределение электроэнергии, теплоэнергии, газа и воды — 8,3 %.

Структура предприятий обрабатывающих производств:
- производство пищевых продуктов, включая напитки — 20,9 %,
- текстильное и швейное производство — 0,4 %,
- производство изделий из дерева — 4,7 %,
- полиграфическая промышленность — 0,3 %,
- производство прочих неметаллических минеральных продуктов — 7,5 %,
- производство машин и оборудования, электрооборудования — 66,2 %.

Объём отгруженных товаров собственного производства, в обрабатывающих производствах 2010 года составил 6,53 млрд рублей.

### Связь
- ГигаЛинк
- Ростелеком
- ИП Гришин А. С.

Мобильные операторы:
- МТС
- Билайн
- Мегафон
- Теле2
- Yota

Радиостанции города:
- 69,98 (Молчит) «Радио России» / «ГТРК Тверь»
- 96.2 «Пилот Радио»
- 96.6 «Радио ENERGY»
- 97.7 «Европа Плюс»
- 98.6 «Авторадио»
- 99.1 «Радио Maximum»
- 99.5 «Радио России» / «ГТРК Тверь»
- 100.0 «Юмор FM»
- 100.8 «Ретро FM»
- 101.2 «Радио Звезда»
- 101.9 «Радио Дача»
- 102.4 «Радио Вера»
- 102.9 «Радио 7 на семи холмах»
- 103.3 «Радио Ваня»
- 104.0 «Дорожное радио»
- 104.9 «Новое радио»
- 105.4 «Наше радио»
- 105.8 «DFM»
- 106.2 «Русское радио»
- 106.9 (ПЛАН) «Радио Дача» / Первая Танцевальная
- 107.3 «Радио Monte-Carlo»
- 107.7 «Радио Рекорд»[источник не указан 349 дней]

### Интернет-ресурсы
www.rzev.ru — информационный портал о жизни города

### Транспорт
Городской транспорт представлен такси и городскими микроавтобусами с фиксированными местами остановок. С 2020 года в основном, на маршрутах работают ЛиАЗ-4292 (до этого работали ПАЗ-3205). В городе также есть городская автостанция, с которой осуществляются междугородние рейсы. Основные направления: Москва, Тверь, Осташков, Нелидово, Оленино и др.
Ржев — крупный железнодорожный узел. Здесь пересекаются линии Москва — Рига и Торжок — Вязьма — Фаянсовая. В городе расположены 2 железнодорожных вокзала — Ржев-Белорусский (Ржев-I) и Ржев-Балтийский (Ржев-II), а также железнодорожная станция Мелихово. Вследствие низкой пропускной способности и отсутствия электрификации на линии Лихославль — Вязьма транзитное пассажирское движение через Ржев по этому направлению сокращено. Маршруты движения ранее ходивших здесь поездов (Санкт-Петербург — Брянск, Мурманск — Адлер и других) стали проходить по Большому кольцу Московской железной дороги или через Москву, остался только поезд № 087А/088А Санкт-Петербург — Смоленск. Через вокзал Ржев-II проходят поезда дальнего следования Москва — Рига (№ 1/2 «Латвия», № 3/4 «Юрмала») и Москва — Великие Луки (№ 661/662). Также с вокзала отправляется поезд № 78 на Санкт-Петербург и пригородные поезда на Вязьму (автомотриса АЧ2) временно приостановлены в связи с движением поезда поезд № 087А/088А Санкт-Петербург — Смоленск. А пригородные поезда на Торжок, Нелидово, Новосокольники, Оленино, Осугу ходят ежедневно.
Важным транспортным направлением с июня 2020 г. стал «Ржевский мемориал Советскому солдату», расположенный в пригороде Ржева. Добраться до вновь открытого исторического памятника можно регулярными городскими автобусами, а с 6 мая 2021 г. — и проходящими через Ржев из Москвы скоростными поездами «Ласточка».

## Средства массовой информации
Телевидение
Местных телеканалов в Ржеве нет. Ранее в городе существовали телеканалы Ржев (с 1995 года), РиТ (28 канал).
Печатные издания
- Ржевская правда[65]
- Ржевские новости[66]

Сетевые издания
- Ржевский вестник[67]

## Достопримечательности
- Герб на стеле «Город воинской славы»
- Памятник военкому В. В. Грацинскому
- Здание Государственного банка (бывший банкирский дом Рябушинских)
- Памятник герою войны 1812 года генералу А. Н. Сеславину
- Памятник на братской могиле советских воинов близ Старицкого тракта, где среди прочих похоронен и гвардии старший сержант Н. С. Головня
- Военное мемориальное кладбище
- Памятник революционерам — делегатам II Всероссийского съезда Советов от города Ржева
- Архитектура «Калининских домов»
- Здание Ржевского почтамта
- Обелиск освободителям Ржева
- Аллея героев
- Памятник ликвидаторам аварии на Чернобыльской АЭС
- Старый мост через Волгу

### Памятники

#### Наиболее значимые памятники архитектуры
- Храмы Ржева
- Здание Государственного банка (модерн, нач. XX века) (Пушкинская наб., д. 17)
- Дом купца Акима Немилова (нач. XIX века) (Партизанская ул., д. 30)
- Дом купцов Образцовых (классицизм) (Советская площадь)
- Архитектурный комплекс площади Коммуны
- Здание Краеведческого музея (Красноармейская набережная, 24а)
- Здание Выставочного зала (улица Ленина, 4/53)
- Комплекс жилых домов на Ленинградском шоссе (дд. 29, 31), ул. Никиты Головни (д. 1), ул. Куйбышева (д. 2) («Калининские дома»)
- Здание вокзала Ржев-II (Ржев-Балтийский) (1952)

#### Памятники тематические
- Обелиск освободителям Ржева и вечный огонь (на Соборной горе);

- Мемориал Советскому солдату (открыт в 2020 году на съезде с трассы М9 «Балтия»);
- Стела в честь освобождения Ржева (установлена в 1944 году у старого моста);
- Аллея Героев Советского Союза — участников Ржевской битвы (в парке Грацинского);
- Стела «Ржев — город воинской славы» (на Советской площади);
- «Танк Т-34» — памятник танкистам освобождавшим Ржев (на площади Мира);
- «Противотанковая пушка ЗИС-2» — памятник артиллеристам освобождавшим Ржев (в парке Грацинского);
- «Паровоз-памятник СУ 208-64» — монумент в честь ржевских железнодорожников погибших в годы Великой Отечественной войны (в парке железнодорожников);
- Паровоз-памятник Эр785-51 (у входа на жд платформу «Ржевский мемориал»);
- Стела воинам, погибшим в годы Великой Отечественной войны (в парке железнодорожников);
- Стела на месте казни активистов подпольной организации: А. П. Телешева, В. И. Новожёнова и А. В. Белякова (на Советской площади);
- Памятник ликвидаторам аварии на Чернобыльской АЭС (на площади перед ГДК);
- «Самолёт МиГ-17» — памятник лётчикам — участникам Великой Отечественной войны (на возвышении около реки Холынки);
- Памятник воинам, погибшим в Афганистане (в сквере у старого моста);
- Памятник воинам 204-й воздушно-десантной бригады в феврале 1942 года закрепившимся на плацдарме Мончалово — Окороково и оказавшим содействие войскам 29-й армии при выходе их из окружения (в сквере у вокзала Ржев-II);
- Стела «Честь и Слава труду» (рядом с локомотивным депо «Ржев»).

#### Памятники знаменитым людям
- Памятник военкому В. В. Грацинскому (в парке Грацинского);
- Памятник генерал-полковнику авиации М. М. Громову (на возвышении около реки Холынки);
- Памятник В. И. Ленину (на Советской площади);
- Памятник В. И. Ленину (в сквере у вокзала Ржев-I);
- Памятник генералу армии В. Ф. Маргелову (в сквере воинов-интернационалистов);
- Памятник маршалу авиации А. И. Покрышкину (на улице Челюскинцев);
- Памятник преподобному Сергию Радонежскому (на улице Партизанской, на территории средней школы № 2);
- Памятник герою войны 1812 года генерал-майору А. Н. Сеславину (на площади Коммуны);
- Памятник И. В. Сталину (у входа в избу-музей И. В. Сталина в Хорошево);
- Памятник революционерам — делегатам II Всероссийского съезда Советов от города Ржева: К. Г. Жигунову, И. Х. Бодякшину и Ш. С. Иоффе[68] (на площади Революции).
- Дом семьи Колларов[69] — в настоящее время в доме проживает семья Беловых. Основатель рода Иосиф Коллар — бывший военнопленный родом из Австро-Венгрии, который в мирное время осел в Ржеве. В городе он был известен как искусный пиротехник, который по праздникам радовал ржевитян фейерверками. Для своей семьи он построил деревянный особняк на каменном цоколе.

### Музеи
- Ржевский краеведческий музей — Красноармейская наб., д.24а.
56°15′37″ с. ш. 34°19′49″ в. д.HGЯO
- Музей военной истории Ржева с диорамой «Ржевская битва» и экспозицией военной техники — Красноармейская наб., д.26.
56°15′36″ с. ш. 34°19′48″ в. д.HGЯO
- Ржевский филиал центрального музея Октябрьской железной дороги — Октябрьская ул., д.74/21.
56°14′28″ с. ш. 34°19′46″ в. д.HGЯO

Режим работы: 09:00 — 17:00, обед 12:00 — 13:00. Вход свободный.
- Музей истории Ржевского корпуса ПВО с экспозицией авиационной и ракетной техники — ул. Челюскинцев.
56°15′38″ с. ш. 34°22′45″ в. д.HGЯO

Посещение только с экскурсиями.
- Выставочный зал — ул. Ленина, д.4/53.
56°15′46″ с. ш. 34°19′45″ в. д.HGЯO
- Изба-музей «Калининский фронт. Август 1943 года» (бывший музей Сталина) — Ржевский район, дер. Хорошево.
56°15′16″ с. ш. 34°16′11″ в. д.HGЯO

Вход свободный.
- Музейно-выставочный павильон Ржевского мемориала (интерактивный) — Ржевский район, автодорога М-9 «Балтия».
56°13′07″ с. ш. 34°15′46″ в. д.HGЯO

## Города-побратимы
- Гютерсло (Германия)
- Катринехольм (Швеция)
- Ковель (Украина)
- Сало (Финляндия)
- Силистра (Болгария)
- Смела (Украина)[70]
- Слуцк (Беларусь)
- Горки (Беларусь)[71]

## Почётные граждане[72][73]
- Николаев, Андриян Григорьевич (1962) — лётчик-космонавт, генерал-майор авиации
- Быковский, Валерий Фёдорович (1964) — лётчик-космонавт, полковник
- Якин, Хабибулла Хайруллович (1994) — полный кавалер ордена Славы, участник боёв за Ржев
- Куликов, Виктор Георгиевич (1998) — Маршал Советского Союза
- Ржевская, Елена Моисеевна (2000) — писательница, участница боёв за Ржев
- Покрышкин, Александр Иванович (2003 г.) — знаменитый лётчик, маршал авиации
- Ножкин, Михаил Иванович (?) — актёр театра и кино, поэт, музыкант. Народный артист РСФСР
- Кулешов, Михаил Павлович (1997) — советский и российский деятель военно-промышленного комплекса
- Немиров, Павел Семёнович (?) (1857—1942) — купец, меценат, благотворитель, основатель театра
- Степанченко, Валентин Титович (1997) — директор Ржевского краностроительного завода, Заслуженный машиностроитель РФ[74]
- Газин, Ринат Ханафиевич (2018) — директор АО «514 Авиаремонтный завод» (с 1996 по 2013 гг.)[75]

## Ржев в искусстве
- Неоднократно посещавший в 1848—1859 гг. Ржев А. Н. Островский, возможно, мог использовать образ города в качестве прототипа города Калинова в своей пьесе «Гроза».
- Демьян Бедный использовал в качестве основы сюжета стихотворения «Этому не бывать!» историю о написании в 1930 г. работницами Ржевской льночесальной фабрики письма бывшему владельцу фабрики Рябушинскому (текст письма и стихотворения).
- Главным героем повести Вячеслава Шишкова «Прохиндей» является ржевский купец Долгополов. Описанию купеческого Ржева посвящены первые главы повести.
- Кровопролитные бои под Ржевом в 1941—1943 гг. нашли художественное воплощение в «ржевской прозе» писателя Вячеслава Кондратьева[15], стихотворении Александра Твардовского «Я убит подо Ржевом», песне Михаила Ножкина «Под Ржевом».
- Песня «Турманы-турмалины», в исполнении В. В. Толкуновой, посвящена породе голубей «турманы», выведенной во Ржеве, благодаря данной породе голубей Ржев имеет неофициальный статус «Голубиное сердце России».
- Старообрядческий писатель, ржевитянин Василий Иванович Иголкин в своей книге «Ржевитянка» повествует о жизни ржевского купечества и старообрядцев. Главная героиня повести, дочь ржевского купца М. П. Берсенева — Капитолина. В марте 2015 года книга была издана культурологом, публицистом М. Н. Волосковой.
- В телевизионном эфире и сети Интернет неоднократно выходили документальные фильмы о боях на Ржевско-Вяземском направлении в ходе Великой Отечественной войны[76].
- В ноябре 2019 г. в широкий прокат вышел художественный фильм «Ржев», первая полнометражная лента о кровопролитных боях подо Ржевом 1942—1943 гг. Снят был режиссёром Игорем Копыловым по повести писателя-фронтовика Вячеслава Кондратьева «Искупить кровью»[77].

## Имя Ржева втопонимах
В Москве, в честь Ржевской иконы Божией матери, названы Большой и Малый Ржевские переулки.
Рижский вокзал в Москве с 1942 по 1947 год назывался «Ржевским», железнодорожная платформа пригородного сообщения расположенная рядом с ним, носила название «Ржевская» до 2019 года.

### Ржевские улицы и шоссе в городах
Переулок Ржевский есть в городах: Брянск, Выборг, Торжок и Калининград. В городе Слуцке есть улица Ржевская.